# Muck (film)
Pour les articles homonymes, voir Muck.
Pour plus de détails, voir Fiche technique et Distribution.
Muck est un film d'horreur américain réalisé par Steve Wolsh et sorti en 2015.

## Fiche technique
- Titre : Muck
- Réalisation : Steve Wolsh
- Date de sortie :
  - États-Unis : 13 mars 2015

## Distribution
- Kane Hodder : Grawesome Crutal
- Lachlan Buchanan : Troit
- Jaclyn Swedberg : Terra
- Stephanie Danielson :	Kylie
- Lauren Francesca : Mia